# Licença Apache
A Licença Apache (Apache License em inglês) é uma licença de software livre permissiva de autoria da Apache Software Foundation (ASF). Todo software produzido pela ASF ou qualquer um dos seus projetos e subprojetos é licenciado de acordo com os termos da licença Apache. Alguns projetos não pertencentes à ASF também utilizam esta licença. A licença Apache (versões 1.0, 1.1 e 2.0) exigem a inclusão do aviso de copyright e um disclaimer, mas não é uma licença copyleft - ela permite o uso e distribuição do código fonte tanto no software open source como no software proprietário.

## Licença Apache 1.0
É a licença original Apache. Ela é aplicada somente nas versões antigas dos pacotes Apache (como a versão 1.2 do Web Server).

## Licença Apache 1.1
A versão 1.1 foi aprovada no ano de 2000 pela ASF. Uma mudança importante nesta versão ocorreu na "cláusula de propaganda" (seção 3 da licença 1.0). Os produtos derivados não são obrigados a incluir citação no seu material de propaganda, mas apenas na sua documentação.

## Licença Apache 2.0
A ASF aprovou uma atualização da licença em janeiro de 2004. Os objetivos incluíam: simplificar a adoção da licença para projetos de fora da ASF, aumentar a compatibilidade com a licença GPL, permitir que a licença fosse incluída por referência ao invés da necessidade de incluí-la em cada arquivo, esclarecer a licença de contribuições e requisitar uma licença de patente para aquelas contribuições que necessariamente infringem as patentes do contribuidor.

## Compatibilidade com a licença GPL
A Free Software Foundation considera a versão 2.0 da licença Apache uma licença de software livre e compatível com a GPL 3.0, no entanto não compatível com as versões anteriores da GPL.  As versões anteriores da licença Apache (1.0 e 1.1) são incompatíveis e não são consideradas licenças livres. 

## Exemplos de tecnologias sob a licença Apache
- Apache Ant
- Apache HTTP Server e os seus módulos.
- Apache Lucene
- Apache Tomcat
- JXTA
- iCal Server - Apple Computer
- Google Web Toolkit
- Android
- TypeScript
- Pix

Todos os projetos produzidos pela Apache Software Foundation são licenciados de acordo com a licença Apache.